# Thracia itoi
Thracia itoi är en musselart. Thracia itoi ingår i släktet Thracia och familjen Thraciidae. Inga underarter finns listade i Catalogue of Life.